# St Briavel's Castle
St Briavels Castle er en normannisk borg ved St Briavels i Gloucestershire, England. Borgen er kendt for sin store edvardianske portbygning.
St Briavels Castle blev oprindeligt opført mellem 1075 og 1129 som et kongeligt administrationscenter for Forest of Dean. I 1200-tallet blev borgen først kong Johns favoritjagtslot, og herefter det primære produktionssted for armbrøstbolte i England, som der blev brugt tusindvis af i krige rundt omkring.
I 1300- og 1400-tallet blev borgen overført imellem forskellige af kongens støtter, og den mistede langsomt sin vigtighed og forfaldt ligeledes. Den blev brugt som domhus og som gældsfængsel. I 1830'erne ophørte brugen som fængsel.
Efter en større renovering omkring begyndelsen af 1900-tallet blev St Briavels Castle omdannet til ungdomsvandrerhjem i 1948, hvilket den stadig er.
Den ejes af English Heritage, og er åben for offentlighden. Det er en listed building af første grad og et Scheduled monument.